# George Whitefield
George Whitefield (1714. december 16. – 1770. szeptember 30.), (néha George Whitfieldnek írják) anglikán felekezetű vándorlelkész volt, a metodizmus és az evangelikál mozgalom egyik alapítója. Részt vett a nagy-britanniai nagy ébredés terjesztésében, különösen az észak-amerikai angol gyarmatokon.

## Élete
A Southgate utcai Bell nevű fogadóban született, Gloucesterben, Angliában. Rendkívül meghatározó egyénisége volt a metodista vallás intézményének. Amerikában történő prédikációi által vált híressé, melyeknek jelentős része a 18. századi keresztény újjászületési mozgalom keretén belül lett tartva, mely mozgalom a „Nagy Ébredés” néven is ismert.
George Whitefield egy özvegyasszony fia volt, aki egy fogadót vezetett Gloucesterben. Már gyermekkorában láthatóvá vált a fiú szenvedélye és tehetsége a színpadi szereplés iránt, mely stílus mindvégig megfigyelhető volt a szentbeszédei alatt színháziasan előadott Biblia történeteken. Először a Crypt Iskolába, Gloucesterbe, majd az oxfordi Pembroke Főiskolára járt, ahova ösztöndíjasként került be a rangsor aljára, mert szerény anyagi háttere miatt nem tudta fizetni a tandíjat. A tandíj térítés ellenében viszont ráruháztak néhány feladatot, mellyel néhány felsőbb rangú tanulót kellett kiszolgálnia. Ezek közé tartozott a reggeli ébresztés, cipő bokszolás, könyvek cipelése és a legtöbb esetben a szemináriumi munkájuk megírása. Tagja volt az Oxford Egyetem Szent Klubjának, csakúgy mint a Wesley testvérek, John és Charles.

## Utazás és evangélizáció
Whitefield első istentiszteletét a Crypt Templomban tartotta szülővárosában, Gloucesterben. Már korábban a Szent Klub vezetőjévé vált Oxfordban, mikor a Wesley testvérek elhagyták az iskolát. Az egyik legismertebb metodista volt és akiről a legtöbbet is publikáltak, főként mikor átvette Hywel Harris prédikálási szokását, hogy a szabad ég alatt tartsa szentbeszédeit Hanham Mount-on, Kingswoodban. 1738-ban Amerikába menetele előtt, ahol később Savannah, Georgia plébánosa lett, meghívta John Wesley-t első alkalommal, hogy prédikáljon a kültéri szószékről Kingswoodban, majd Blackheathben, Londonban. Rövid georgia-i távolléte után a rákövetkező évben haza utazott, hogy folytathassa a szabad ég alatti evangelizációkat.
Whitefield elfogadta az „eleve elrendelésről” szóló hitcikkelyt, nem értett egyet a Wesley testvérek nézetével az arminianizmusról. Az eltérő vélemények eredményeként a Wesley testvérek megalapították saját vallási mozgalmukat. George rendezte meg és egyben volt az elnöke is az első Metodista Konferenciának. Már a konferencia szervezés elején elhatározta, hogy az evangelizációs munkájára fog koncentrálni, úgyhogy lemondott a posztról.
Három gyülekezetet hoztak létre az Ő nevében, egyet Bristolban és kettő másikat Londonban, a Moorfields Imaházat és a Tottenham Court Road Kápolnát. Később a második Kingswood Iskolai találkozók is Whitefield Imaház név alatt tevékenykedtek tovább Kinswood városban, Bristol keleti részén. Káplánja volt Huntingdon Grófnőjének, Selinának, és néhány követője is csatlakozott a Huntingdon Grófnő Társasághoz, akiknek a kápolnai kiadásait a Grófné fedezte egymagában, és ahol a kálvinista metodizmus volt jellemző, hasonlóan mint Whitefield kápolnáiban. A legtöbbjét ezeknek a templomoknak angol megyékben építették fel, majd Walesben és egyet Londonban állítottak fel, a Spa Fields Kápolnát.
1739-ben Whitefield visszatért Angliába, hogy adományokat gyűjtsön a Bethesda Árvaház létrehozásához, mely még ma is működik, mint a legrégebb óta fennálló jótékonyságra létrehozott intézmény Észak-Amerikában. Mikor visszament az Egyesült Államokba sorozatos keresztény megtérési prédikációkat tartott, melyre az "1740-es Nagy Ébredésként" emlékeznek. Hosszú hónapokon át minden nap prédikált nagy közönségeknek, néha ez több ezer embert jelentett, ahogy utazott a kolóniákon át, különösképpen Új-Anglia államban. A leghosszabb lóháton megtett útja New Yorktól Charlestonig tartott, amire az addigi időkig fehér ember vállalkozott.
Eredendően illegális volt a rabszolgatartás Georgia-ban, de 1749-ben voltak kezdeményezések a legalizálásra, melyeket Whitefield támogatott. George-nak is voltak rabszolgái, akik az árvaházban dolgoztak és akiket a Huntingdon Grófnőjére hagyott halála után.
Csakúgy, mint a korabeli és jól ismert Jonathan Edwards (teológus), Whitefield is kitartó reisingeri kálvinista teória hűséggel hirdette az igét, mely lépést tartott a 39 hitcikkelyes (Works 3:383) mértéktartó kálvinizmussal. Egyrészről határozottan állította Isten egyedüli közbenjárását az üdvözülésben, másrészt szabadon felajánlotta az evangéliumot majdnem minden istentisztelet végén ezt mondva: „Jöjjetek ti szegények, elveszettek, tönkrement bűnösök, jöjjetek ahogyan vagytok Krisztushoz” (Borman, 73).

## Külső hivatkozások
- Lesson plan  on George Whitfield and the First Great Awakening
- 59 Sermons by George Whitefield  at the 'Asia-Pacific Institute of Biblical Studies (APIBS)' "103 Classic Seremons – Library"
- Sermons by Whitefield  at Monergism.com
- 38 Sermons by Whitefield  at the 'Reformed Sermon' Archive
- George Whitefield's Journals project  – Project to publish a complete edition of Whitefield's Journals
- History of Old South at Newburyport, Massachusetts
- George Whitefield preaches to 3000 in Stonehouse Gloucestershire